# Hudiksvall
För andra betydelser, se Hudiksvall (olika betydelser).

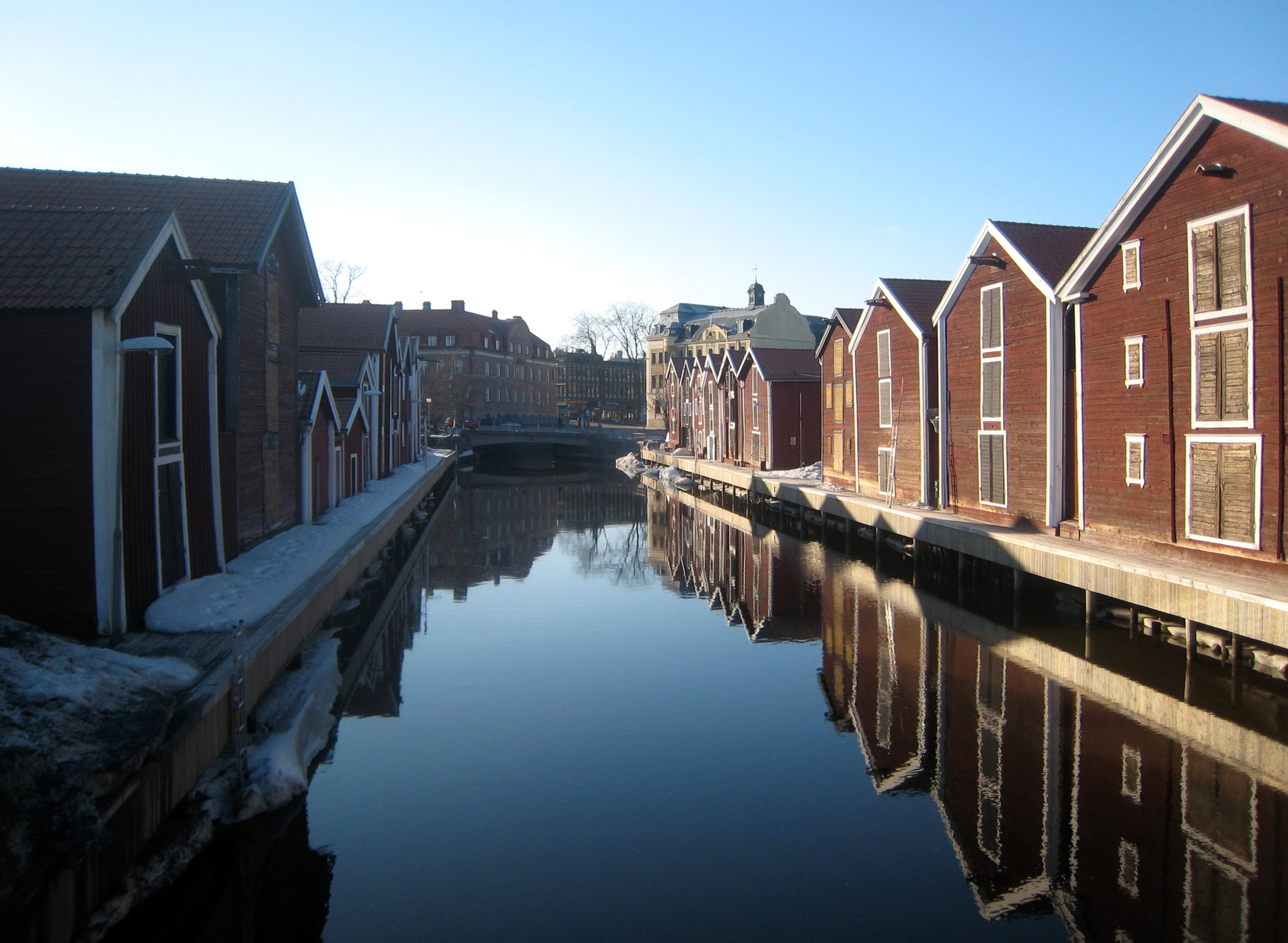
Sjöbodarna, Strömmingssundet i Hudiksvall.

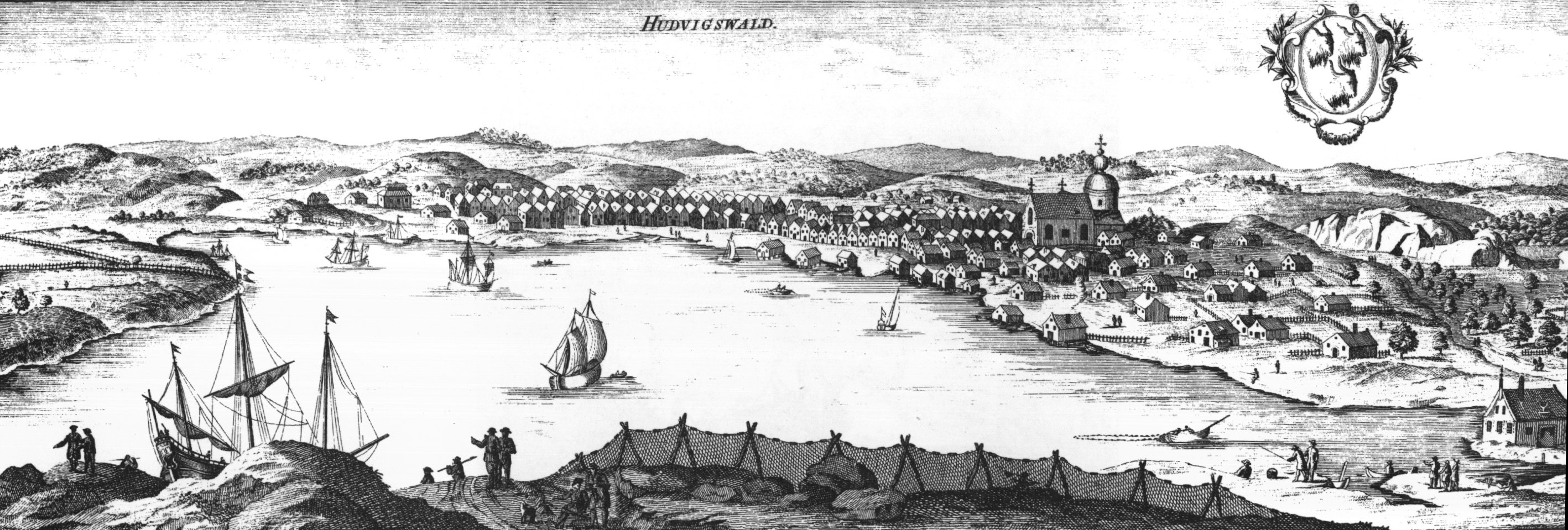
Hudiksvall omkring år 1700. Ur Suecia antiqua et hodierna.

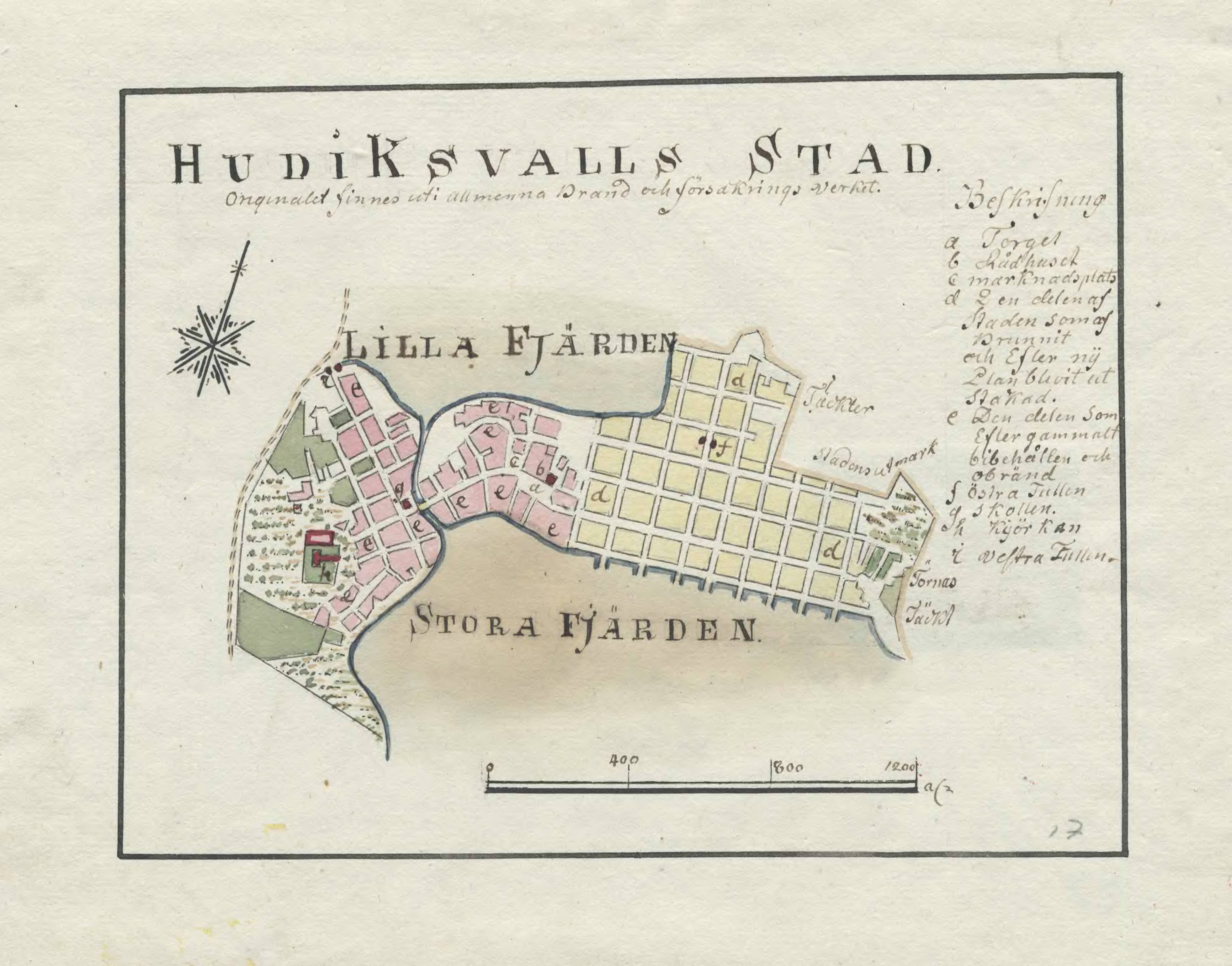
Karta över Hudiksvall från 1790-talet

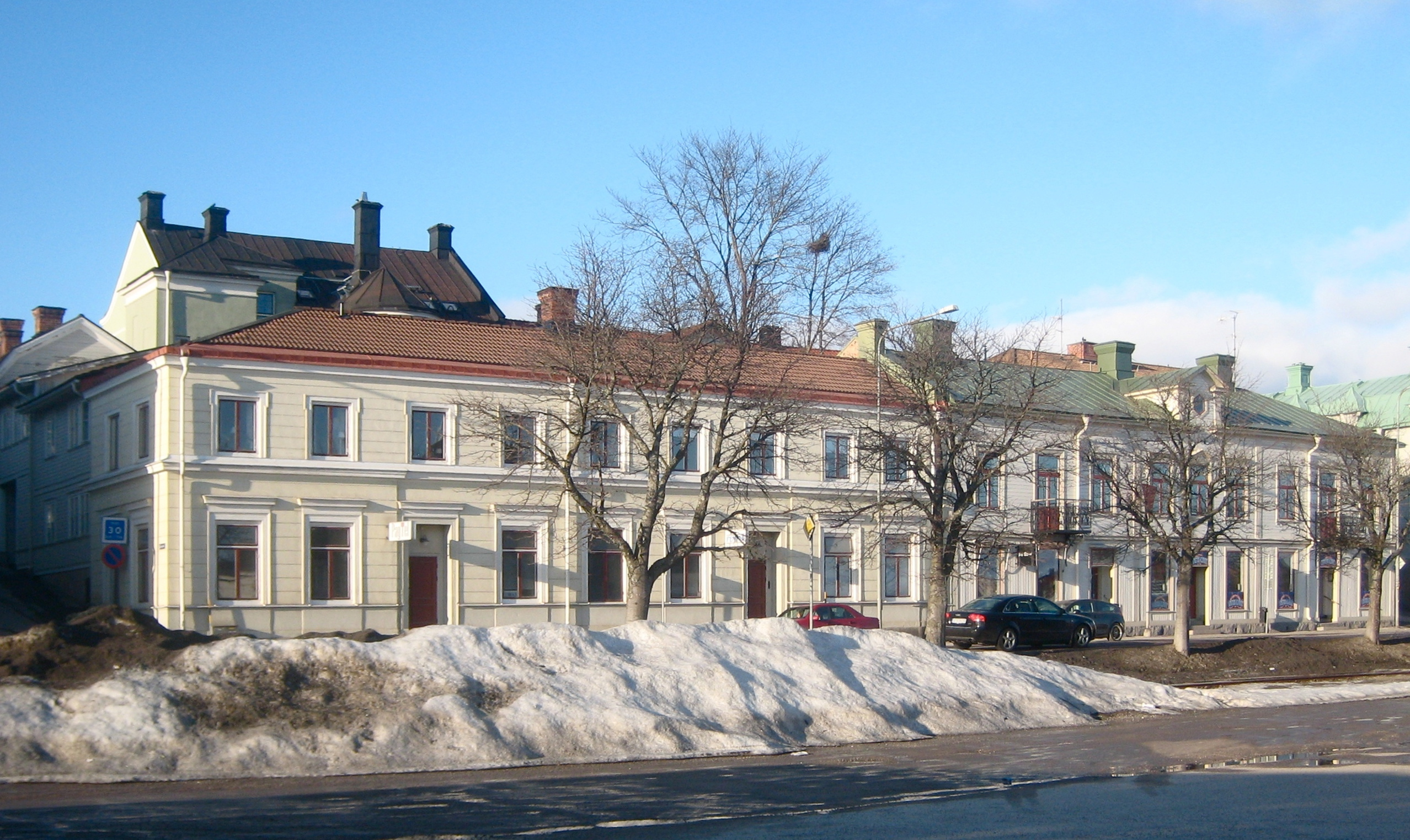
Äldre bebyggelse längs Hamngatan.

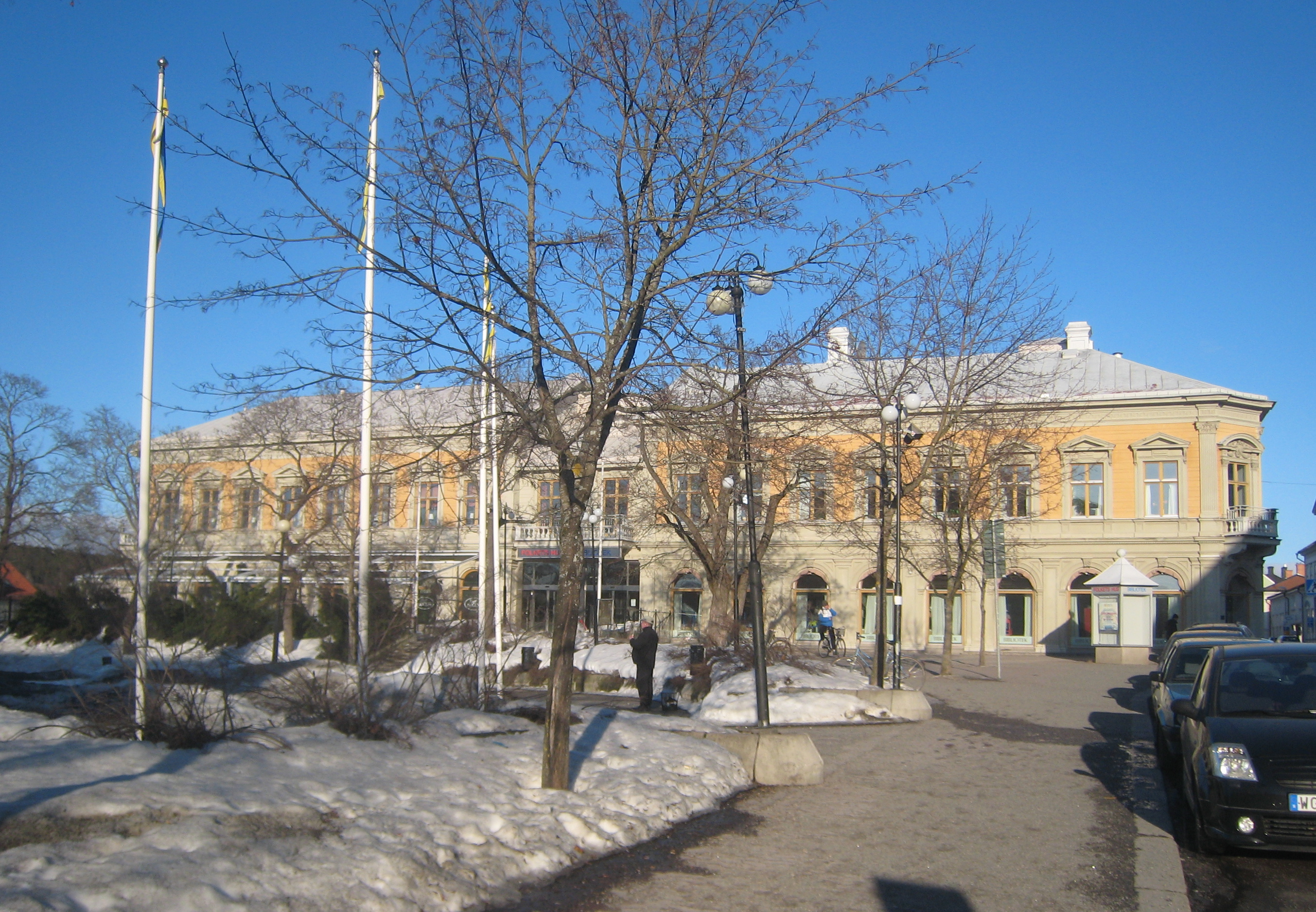
Folkets hus vid Rådhustorget.

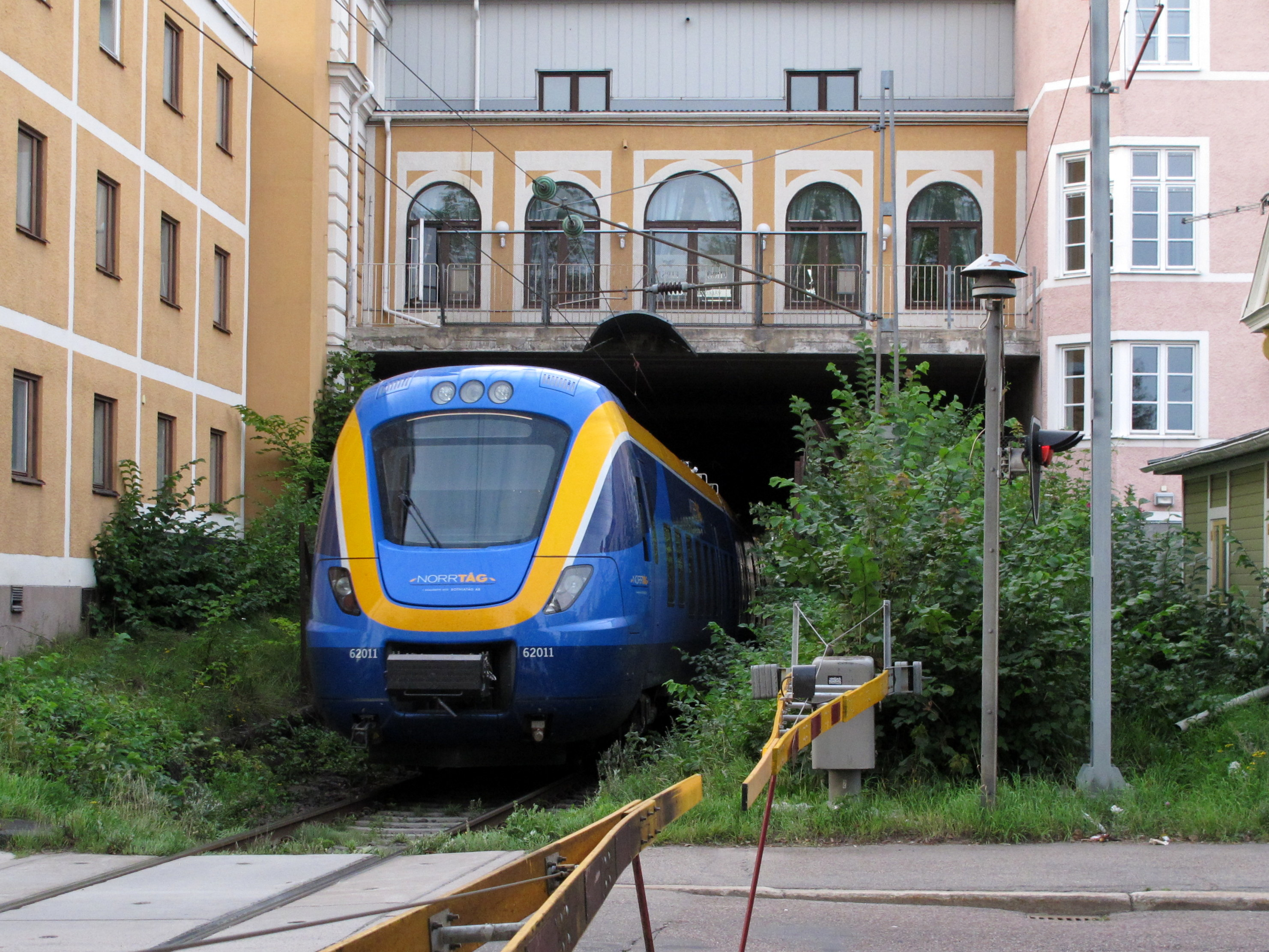
Stadshotellet. Under hotellet passerar Ostkustbanan.

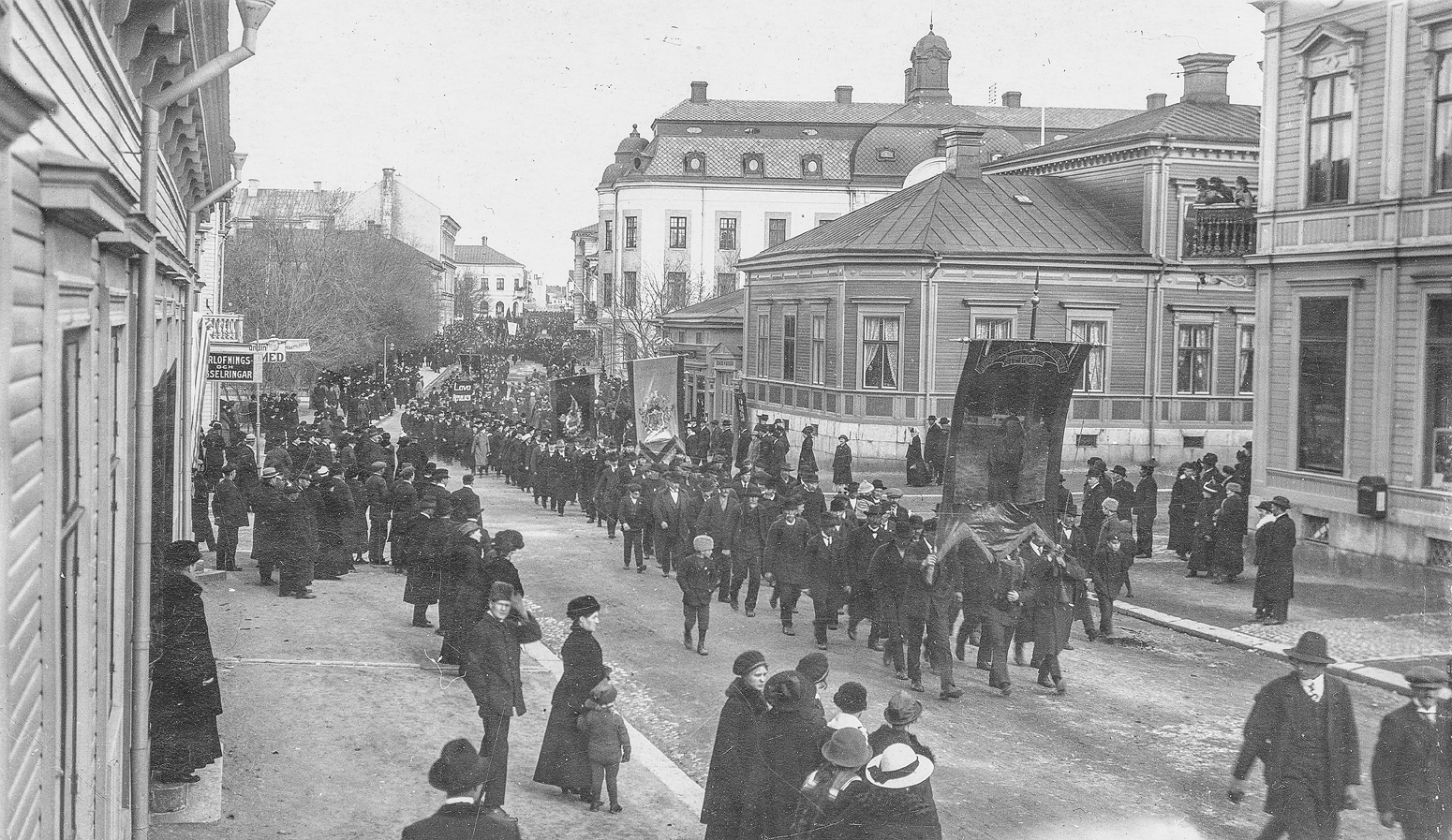
Vy från vykort; Storgatan, 1 maj 1905

Hudiksvall är en tätort och centralort i Hudiksvalls kommun, i landskapet Hälsingland och Gävleborgs län.
Hudiksvall ligger längs kusten, längst inne i Hudiksvallsfjärden, vid E4 cirka 80 km söder om Sundsvall och cirka 130 km norr om Gävle. Hudiksvall är Sveriges 79:e största tätort, den största tätorten i Hälsingland och den tredje största i Gävleborgs län. Tätorten har 16 792 invånare (2023).

## Namn
År 1560 stavades ortnamnet Hoffvidvickzvaldh, vilket i sig har bynamnet Hudik, som ursprungen bestod av ordet Huvudvik, vilket är ett namn på nuvarande Lillfjärden. Efterledet vall åstyftar vall = "grässlänt". Namnet betyder Hudiks del av vallen.

### Glada Hudik
I över hundra år har folk sagt Glada Hudik när de pratar om Hudiksvall. Kanske myntades uttrycket redan under 1800-talets första hälft när Hudiksvalls borgerskap gjorde sig känt för ett glatt och otvunget sällskapsliv och en översvallande gästfrihet. Slutet av 1800-talet under trähandelns dagar, gjorde träpatronerna sitt bästa för att leva upp till epitetet när de hade glada dagar i Hudiksvall och drack punsch på det nybyggda stadshotellet.

## Historia
Från järnåldern har man funnit elva gravhögar. Dessa ligger delvis på ett litet gravfält. Vid sjön Lillfjärden har man funnit grunder efter den äldsta kyrkan. Man har också anträffat rester efter annan bebyggelse kring den äldsta kyrkan. Vidare har kulturlager under mark från den äldsta staden grävts ut. Ett flertal runstenar finns i området, Lista över Hälsinglands runinskrifter.
Staden Hudiksvall grundades 1582 av Johan III genom hopslagning av byarna Hudik och Vallen vid Hornåns mynning i Lillfjärden. Namnet "Hvdigsval" finns dock redan utmärkt på Carta Marina, den äldsta kartan över Norden, som trycktes i Venedig 1539. Då hade platsen länge varit en hamnplats med marknader och en knutpunkt i det nord-sydliga kommunikationsnätet. Spår av den första bebyggelsen är nästan helt förlorade.
Under början av 1600-talet flyttades staden, men det finns vitt skilda uppfattningar om vad detta berodde på och exakt när det skedde. Ett brev från 1615 anger att utflyttning skedde och att rådhuset hade rivits. En annan teori är att staden återuppbyggdes och flyttades som ett led i Gustav II Adolf stadsgrundningar från och med 1620-talet. 1622 finns ett kungligt beslut om att flytta staden och en kungsgård anlades. Stadsplanen med rutnätsmönster har troligen utförts av Olof Bure men den uppgiften är mycket osäker. Av den äldre stadsbilden finns Fiskarstan och östra stadskärnan; Rådhusparken var torgplats, lägena för Marknadsgatan, Fiskaregatan och Långgatan är desamma. Flera planer på att göra gatorna rakare strandade.
Fiske, sjöfart, handel och hantverk var huvudnäringar. Den nya staden omgavs av ett tullstaket på land och en tullbom mot sjösidan. Liksom många andra städer i Norrland och Finland under 1600- och 1700-talet påverkades även Hudiksvall av det bottniska handelstvånget.
Hudiksvall har härjats av bränder åtskilliga gånger, bland annat 1670, 1714, 1792 och 1879. Den mest omfattande branden anlades 1721 av ryssar. Endast kyrkan och en enda liten stuga, Rysstugan, kom att stå kvar efter den branden. Staden fick en ny stadsplan 1792 vid återuppbyggnaden efter ytterligare en storbrand. I östra delen av staden genomfördes då rätvinkligt rutnätsmönster, men de delar som inte brunnit fick behålla sitt tidigare utseende. De västra delarna reglerades med en stadsplan år 1823.
Under 1800-talets sista hälft myntades uttrycket "Glada Hudik", till följd av träpatronernas livliga fester och stadens stora sällskapsliv.

### Administrativa tillhörigheter
Hudiksvalls stad omslöts av Idenors socken och Hälsingtuna socken där också delar av ortens bebyggelse kom att ligga. Före bildandet av staden 1582 låg Hudiksvall i Hälsingtuna socken. Vid kommunreformen 1862 blev staden en stadskommun och för socknarna inrättades landskommuner. Åviks municipalsamhälle inrättades 23 november 1906 i de två landskommunerna och denna utbröts ur landskommunerna 1911 och uppgick då i stadskommunen. I stadskommunen uppgick 1952 Idenors socken/landskommun och 1965 Hälsingtuna socken/landskommun med 1952 varefter Hudiksvalls bebyggelsen bara upptog en mindre del av stadskommunens yta. 1971 uppgick Hudiksvalls stad i Hudiksvalls kommun med Hudiksvall som centralort.
I kyrkligt hänseende hörde orten före 2002 till Hudiksvalls församling med mindre delar i Hälsingtuna församling och Idenors församling. Från 2002 tillhörde orten Hudiksvall-Idenors församling med delar från 2010 i 
Hälsingtuna-Rogsta församling. Och från 2014 till den sammanslagna Hudiksvallsbygdens församling.
Orten ingick till 1945 i domkretsen för Hudiksvalls rådhusrätt, därefter till 1948 i Hudiksvalls, Forsa och Bergsjö tingslag, för att därefter till 1971 ingå i Norra Hälsinglands domsagas tingslag. Sedan 1971 ingår Hudiksvall i Hudiksvalls domsaga.

## Geografi
Av tätorten ligger stadsdelarna Djuped, Sandvalla, Sanna, Håstahöjden, Håsta samt Visvall i området för Hälsingtuna socken och Förorten Idenor inom Idenor sockenområde.
Tätorten genomkorsas av Ostkustbanan. Dellenbanan utgår från Hudiksvall mot Ljusdal. Området ligger kring den inre delen av Hudiksvallsfjärden. Europaväg 4 passerar utanför tätorten.
Det var i Hudiksvall, tillsammans med Kalmarsund, som man först började plantera ut Kanadagåsen i Sverige på 1930-talet. Under vår och sensommar kan man vid Lillfjärden observera ett stort antal av en av Sveriges mest sällsynta fåglar, fjällgåsen, som valt denna lilla sjö mitt i en tätort som rastplats.
Stråsjöleden, en av många pilgrimsleder till Nidaros, börjar i Hudiksvall. Leden går till Storsjö, där den sedan uppgår i Jämt-Norgevägen.

### Öar och skärgård
Helt avskiljt från tätorten ligger öarna Agön, Drakön, Olmen, Kråkön och Bålsön i Bottenhavet.
Bålsön ligger utanför Hornslandet, vilket tillhör Rogsta församling. Bålsösundet avskiljer ön från fastlandet. Bålsö fiskeläge ligger på ön, som i övrigt är en del av Bålsöns naturreservat.
Agöarkipelagen ligger i sydost och gränsar till Njutånger socken i väster. Sockengränsen mellan Njutånger och Hudiksvall går i Kråksundet mellan Innerstön (i Njutånger) och Kråkön (i Hudiksvall). Emellerid ligger Lindmansudden på Innerstön samt Granskären i Hudiksvalls stad. Den största ön, Agön, samt Kråkön ingår i Agön-Kråköns naturreservat medan den däremellan liggande mindre Drakön ingår i Drakön-Tihällarnas naturreservat.

## Ekonomi och infrastruktur

### Näringsliv
Hudiksvalls sparbank grundades 1848. Den bytte namn till Hälsinglands sparbank 2011, men är alltjämt fristående.
Hudiksvall hade en så kallad filialbank från 1850-talet. År 1872 öppnade Sundsvalls enskilda bank ett avdelningskontor. Några år senare etablerade även Helsinglands enskilda bank ett kontor i Hudiksvall. År 1876 upphörde filialbanken.
År 1889 drog Sundsvallsbanken in sitt kontor. Kort därefter etablerades två lokala banker Hudiksvalls bank och Hudiksvalls folkbank. Den 1 december 1905 öppnade Sundsvallsbanken åter kontor i Hudiksvall. Hudiksvalls bank uppgick år 1917 i Sundsvallsbanken. Samma år etablerade Stockholms handelsbank (snart omdöpt till Svenska Handelsbanken) ett kontor i Hudiksvall och Mälareprovinsernas bank tog över Helsingebanken, varefter den hade ett kontor innan den senare uppgick i Svenska Handelsbanken. Folkbanken hade år 1910 ombildats till Hudiksvalls kreditbank och uppgick 1920 i Uplands enskilda bank. År 1932 överlät Uplandsbanken sitt kontor på Svenska Handelsbanken. Senare etableringar var Skandinaviska banken som öppnade den 14 september 1965 och PKbanken som öppnade 1982.
Den 31 mars 2009 lade SEB ner sitt kontor i Hudiksvall. Nordea och Handelsbanken hade fortsatt kontor i staden jämte sparbanken.

### Handel
Enligt SCB:s avgränsning av handelsområden för år 2015 fanns ett sammanhängande område i centrala Hudiksvall med koden H2184001 som omfattade 57 arbetsställen för detaljhandel med runt 350 anställda. Där ingick bland bland annat Salutorget, affärer längs med Västra Tullgatan, Storgatan och Drottninggatan samt galleriorna Guldsmeden, Fyren och Bryggeriet.
Historiskt hette den lokala konsumentföreningen Hudiksvalls kooperativa handelsförening. Efter sammanslagningar 1962 blev den Norra Hälsinglands konsumtionsförening. Den uppgick 1966 i Gävlebaserade Konsum Alfa (numera Coop Mitt). Ett Domusvaruhus invigdes den 5 april 1962. Domus lades ner år 2001 och gjordes om till gallerian Fyren. I maj 2000 hade Konsum öppnat en ny Prixbutik (från 2007 Coop Extra, senare Stora Coop) vid Bergsjövägen i Furulund.
Hösten 2004 öppnade Lidl en butik i Hudiksvall och en Hemköpbutik lade ner varefter denna kedja bara hade kvar butiken i Bryggeriet. I november 2009 nyinvigdes tidigare Ica Kvantum i stadens norra del som en Ica Maxi.

## Befolkning

### Befolkningsutveckling
| Befolkningsutvecklingen i Hudiksvall 1950–2020                                                              | Befolkningsutvecklingen i Hudiksvall 1950–2020 | Befolkningsutvecklingen i Hudiksvall 1950–2020 | Befolkningsutvecklingen i Hudiksvall 1950–2020 | Befolkningsutvecklingen i Hudiksvall 1950–2020 |
| --- | ---------------------------------------------- | ---------------------------------------------- | ---------------------------------------------- | ---------------------------------------------- |
| |                                                |                                                |                                                |                                                |
| År |                                                |                                                | Folkmängd                                      | Areal (ha)                                     |
| 1950 | 1950                                           |                                                | 8 756                                          |                                                |
| 1960 | 1960                                           |                                                | 11 961                                         |                                                |
| 1965 | 1965                                           |                                                | 12 667                                         |                                                |
| 1970 | 1970                                           |                                                | 14 351                                         |                                                |
| 1975 | 1975                                           |                                                | 15 004                                         |                                                |
| 1980 | 1980                                           |                                                | 14 675                                         |                                                |
| 1990 | 1990                                           |                                                | 14 949                                         | 987                                            |
| 1995 | 1995                                           |                                                | 15 395                                         | 971                                            |
| 2000 | 2000                                           |                                                | 14 996                                         | 971                                            |
| 2005 | 2005                                           |                                                | 14 850                                         | 971                                            |
| 2010 | 2010                                           |                                                | 15 015                                         | 1 008                                          |
| 2015 | 2015                                           |                                                | 16 081                                         | 1 299                                          |
| 2020 | 2020                                           |                                                | 16 559                                         | 1 330                                          |
| Anm.: Sammanvuxen med Sanna 1970 och med Maln, Hede och Sörrå, Måsta och Björka 2015 samt med Lingarö 2023. |                                                |                                                |                                                |                                                |

### Religion
I Hudiksvall finns Svenska kyrkan med Hudiksvall-Idenors församling och Hudiksvalls kyrka, Katolska kyrkan med Jesu Hjärtas katolska kapell i Sörforsa, Pingstkyrkan med Höglidenkyrkan   samt Missionskyrkan och Baptistkyrkan. Där finns även ett Rikets sal med Jehovas vittnen.

## Friluftsliv
Strax öster om Hudiksvall, i småorten Maln, finns Malnbadens bad- och campingplats.

## Kultur

### Museum
I Hudiksvall finns Hälsinglands museum, ett kulturhistoriskt museum med inriktning på Hälsinglands historia och kultur.

### Idrott
Tre motionsspår finns på olika sidor av stan, på väster vid Fridhem, i norr strax ovanför gymnasiet, och i öster vid Björkberg, varav den östra har stått som värd för SM i längdskidor ett antal gånger, senast i januari 2005. I västra delen av staden finns också en skidbacke, Hede Vid norra infarten ligger Hagmyrens travbana.
I centrum finns ett badhus med gym, solarium och inomhushall. 1939 byggdes Glysisvallen med fotbollsplan, läktare, löparbanor och hockeyrink. 1989 fick Hudiksvall där sin första ishockeyhall och 2007 anlades även en konstgräsplan på Glysisvallen. 1999 fick Hudiksvall också en stor och modern inomhushall i det f.d. såghuset på industriområdet Håstaholmen, det som på 1960-talet var norra Europas största sågverk.
Flera idrottsföreningar finns, Strands IF, fotbollslaget Hudiksvalls Förenade Fotboll (HUFF), hockeylaget HHC och innebandylaget IBK Hudik. Framgångsrikast på senare år är Hudiksvalls IF:s skidsektion vars sprintåkare Björn Lind vann två OS-guld i Turin 2006. I vinter-OS 2010 i Vancouver vann Daniel Richardsson OS-guld i stafett och upprepade detta vid OS 2014 i Sotji. Där vann han också brons på 15 km.  Vasaloppet 2010, 2011 och 2012 vanns av Jörgen Brink.